# Pétange
Pétange (en luxembourgeois : Péiteng  et en allemand : Petingen) est une localité luxembourgeoise et le chef-lieu de la commune portant le même nom située dans le canton d'Esch-sur-Alzette.
Pour ce qui est du nombre d'habitants, elle est la cinquième commune du pays et la plus peuplée des communes n'ayant pas le statut de ville.
Pétange a pour particularité de jouxter, à l'ouest de son territoire, le tripoint Belgique-France-Luxembourg situé à la jonction des frontières de ces trois pays. Elle fait d'ailleurs partie d'une agglomération transfrontalière : l'agglomération transfrontalière du pôle européen de développement.
Son histoire et sa croissance sont fortement liées à l'industrie sidérurgique.

## Géographie

### Localisation
| Aubange ( Belgique)                               |         | Käerjeng    |
| Mont-Saint-Martin ( France) Longlaville ( France) | Pétange |             |
| Saulnes ( France)                                 |         | Differdange |

Le territoire de la commune de Pétange est limitrophe de la France dans le bassin de Longwy (département de Meurthe-et-Moselle) et de la Belgique à Athus (commune d’Aubange en province de Luxembourg). Le tripoint Belgique-France-Luxembourg se trouve donc dans la commune.

### Géologie et relief
Pétange fait partie de la région des Terres Rouges. Elle jouxte également les cuestas de Lorraine.

### Hydrographie
La localité est traversée par la Chiers, un affluent de la Meuse.

### Voies de communication et transports

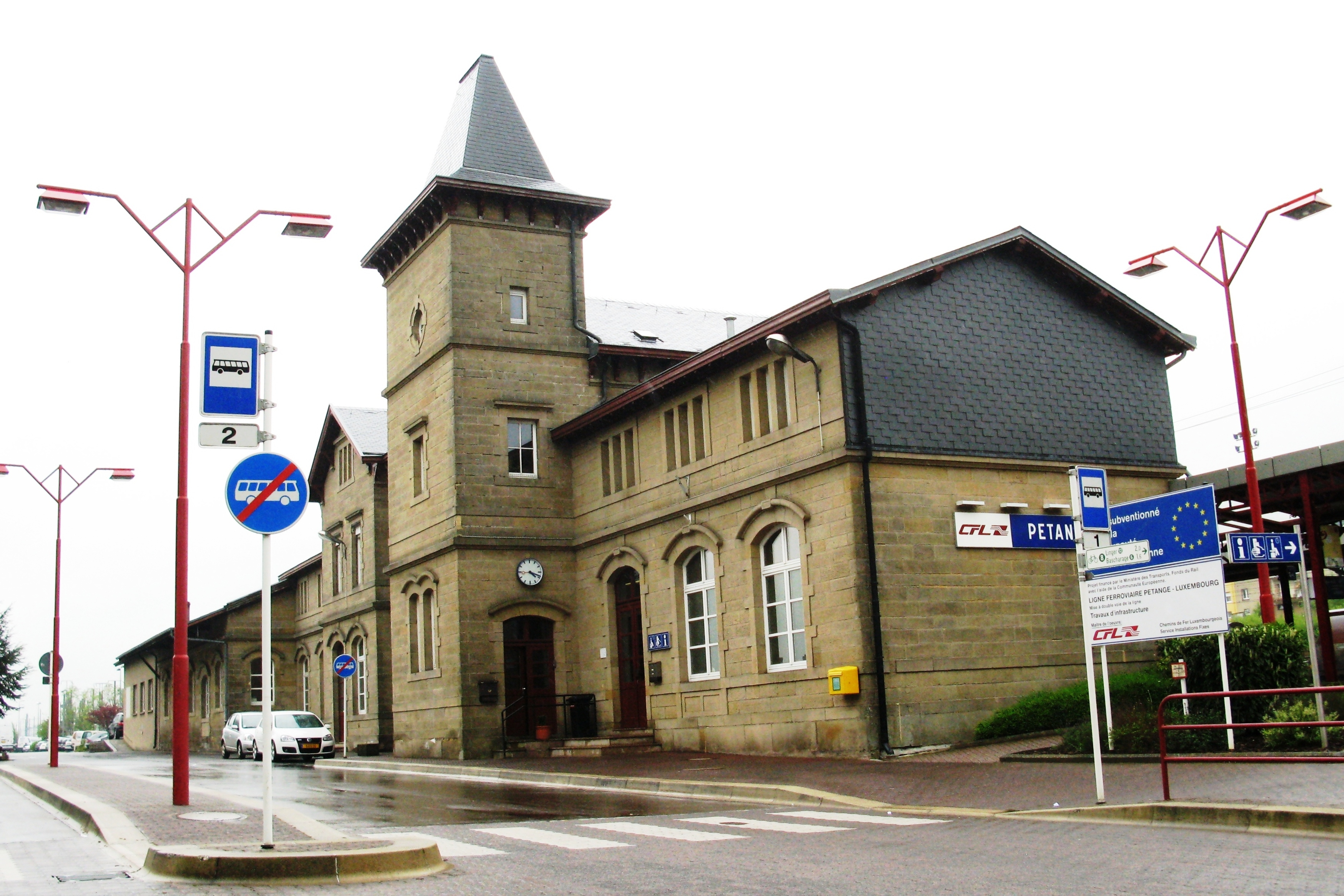
La gare de Pétange.

#### Transport ferroviaire
Chacune des sections de la commune possède sa gare, la commune est important nœud ferroviaire hérité du fait que Pétange est était le cœur du réseau de l'ancienne Société anonyme luxembourgeoise des chemins de fer et minières Prince-Henri :
- Gare de Pétange
- Gare de Lamadelaine
- Gare de Rodange

#### Transport routier
Pétange est le point de départ de l'autoroute A13, appelée aussi collectrice sud. Cette dernière est reliée via la RN 31 ou Avenue de l'Europe :
- Côté Ouest à l'autoroute belge A28 et au prolongement de l'autoroute française A30 : la RN 52.
- Côté Est : à l'autoroute allemande 8.

La commune est également traversée par la RN 5, appelée aussi ancienne route de Luxembourg, qui relie Luxembourg-Ville au tripoint Belgique-France-Luxembourg.

#### Transport en commun
La commune est desservie par le Transport intercommunal de personnes dans le canton d'Esch-sur-Alzette (TICE) et par le Régime général des transports routiers (RGTR). Elle opère un service « City-Bus » sur réservation, le « P-Bus ».

## Urbanisme

### Morphologie urbaine

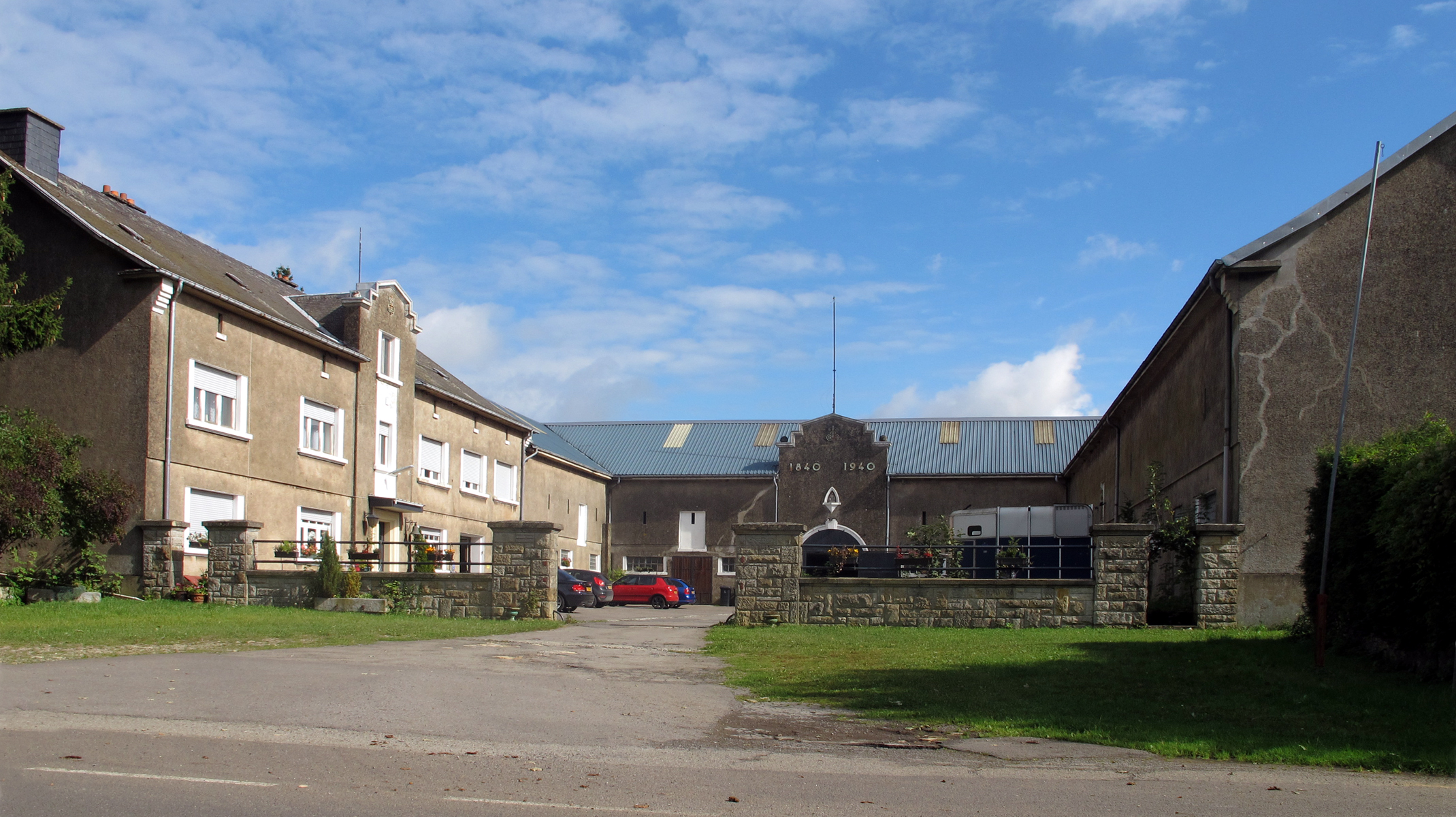
Le hameau de Roudenhaff.

Voici les sections de la commune :
- Lamadelaine
- Pétange (chef-lieu)
- Rodange

## Histoire
La commune a connu son essor démographique avec l'apparition de la sidérurgie luxembourgeoise. Pétange est d'ailleurs l'une des rares communes des environs a encore disposer sur son territoire d'usine de ce type (ArcelorMittal de Rodange), malgré la crise de la sidérurgie dans le Bassin lorrain.
Afin de satisfaire les besoins de telles entreprises, la ville connu un essor considérable à partir du XIXe siècle avec notamment l'implantation d'infrastructures d'importance, comme la gare ferroviaire vers 1873 sur la ligne Esch-sur-Alzette - Pétange ainsi que des ateliers connexes. Ces ateliers faisaient également office d'école pour l'instruction des futurs employés en mécanique sur ce réseau ferré.
L'ouverture en 1880 de la ligne Pétange-Ettelbruck (ligne de l'Attert) et de la ligne Pétange-Luxembourg en 1900 a encore accentué ce développement.
Le 9 septembre 1944, Pétange fut la première commune luxembourgeoise libérée. C'est sur la commune, que fut également tué le premier soldat américain au Luxembourg, le lieutenant Hyman Josefon, lors de la remontée des troupes de la 1re armée américaine de la rue d'Athus.
Le vendredi 9 aout 2019 vers 17 h 30, une tornade venant de Longwy (Meurthe-et-Moselle, France), s'abat sur Pétange et Bascharage, faisant 19 blessés. Les vents enregistrés atteignent jusqu'à 128 km/h endommageant les toitures de centaines de maisons.

## Politique et administration

### Liste des bourgmestres
| Identité                                          | Période          | Période                                     | Durée                      | Étiquette |
| Identité                                          | Début            | Fin                                         | Durée                      | Étiquette |
| ------------------------------------------------- | ---------------- | ------------------------------------------- | -------------------------- | --------- |
| Pierre Berquin (d)                                | 1796             | 1798                                        | 2 ans                      |           |
| Nicolas Gloutin (d)                               | 1798             | 1798                                        | moins d’un an              |           |
| Nicolas Thill (d)                                 | 1798             | 1800                                        | 2 ans                      |           |
| Franz Thill (d)                                   | 1798             | 1798                                        | moins d’un an              |           |
| Pierre Berquin (d)                                | 1800             | 1801                                        | 1 an                       |           |
| Nicolas Gloutin (d)                               | 1801             | 1806                                        | 5 ans                      |           |
| Nicolas Bosseler (d)                              | 1806             | 1810                                        | 4 ans                      |           |
| Jean Baptiste Dehaye (d)                          | 1810             | 1811                                        | 1 an                       |           |
| François Thill (d)                                | 1811             | 1814                                        | 3 ans                      |           |
| Johannes Everling (d)                             | 1814             | 1819                                        | 5 ans                      |           |
| Dominique Nothomb (d)                             | 1819             | 1829                                        | 10 ans                     |           |
| Jean-Pierre Nothomb (d)                           | 1830             | 1832                                        | 2 ans                      |           |
| François Thill (d)                                | 1833             | 1836                                        | 3 ans                      |           |
| Jean-Henry Reichling (d)                          | 1836             | 1848                                        | 12 ans                     |           |
| François Thill (d)                                | 1848             | 1854                                        | 6 ans                      |           |
| Pierre Tockert (d)                                | 1854             | 1858                                        | 4 ans                      |           |
| Jean Kauffmann (d)                                | 1858             | 1861                                        | 3 ans                      |           |
| Pierre Kirpach (d)                                | 1861             | 1873                                        | 12 ans                     |           |
| François Thill (d)                                | 1873             | 1891                                        | 18 ans                     |           |
| Jean Thill (d)                                    | 1891             | 1906                                        | 15 ans                     |           |
| Jean Waxweiler (d) (1856 - 1918)                  | 1906             | 1918 (mort en cours de mandat)              | 12 ans                     |           |
| Mathias Heinen (d)                                | 1918             | 1921                                        | 3 ans                      |           |
| Jean-Pierre Kirchen (d)                           | 1921             | 1922                                        | 1 an                       |           |
| Marcel Schintgen (d) (1891 - 1979)                | 1925             | 1934                                        | 9 ans                      | PD        |
| Pierre Hamer (d) (1885 - 1944)                    | 1er janvier 1935 | 31 août 1940                                | 5 ans, 7 mois et 30 jours  | PSD       |
| Dr. Kohn (d)                                      | 1940             | 1944                                        | 4 ans                      |           |
| Par intérim : Joseph Philippart (d) (1892 - 1962) | 26 octobre 1944  | 31 décembre 1945                            | 1 an, 2 mois et 5 jours    |           |
| Joseph Philippart (d) (1892 - 1962)               | 1er janvier 1946 | 18 février 1962                             | 16 ans, 1 mois et 17 jours | LSAP      |
| Théophile Kirsch (d) (1909 - 1982)                | 28 mars 1962     | 31 décembre 1978                            | 16 ans, 9 mois et 3 jours  | LSAP      |
| Armand Kaiser (d) (1925 - 2016)                   | 1er janvier 1979 | 31 décembre 1987                            | 8 ans, 11 mois et 30 jours | LSAP      |
| René Putzeys (d) (1931 - 2011)                    | 1er janvier 1988 | 31 décembre 1993                            | 5 ans, 11 mois et 30 jours | CSV       |
| Roger Klein (d) (né en 1950)                      | 1er janvier 1994 | 31 décembre 1999                            | 5 ans, 11 mois et 30 jours | LSAP      |
| Jean-Marie Halsdorf (né en 1957)                  | 1er janvier 2000 | 30 juillet 2004 (entrée au gouvernement (d) | 4 ans, 6 mois et 29 jours  | CSV       |
| Par intérim : Pierre Mellina (en) (né en 1957)    | 31 juillet 2004  | 1er septembre 2004                          | 1 mois et 1 jour           | CSV       |
| Pierre Mellina (en) (né en 1957)                  | 2 septembre 2004 | En cours                                    | 20 ans, 6 mois et 16 jours | CSV       |

### Jumelages
Pétange est jumelée avec :
- Schio (Italie) depuis 1992
- Maribor (Slovénie)

## Population et société

### Démographie
Cinquième commune du pays, Pétange compte environ 16 000 habitants. La population compte 44,66 % de non-Luxembourgeois, dont une forte majorité de portugais.[Quand ?]
L'évolution du nombre d'habitants est connue à travers les recensements de la population effectués dans le pays depuis 1821. Les recensements décennaux de la population permettent de caler les chiffres sur la composition de la population par sexe, âge, nationalité et commune de résidence. Entre deux recensements, la population au 1er janvier de l’année {\displaystyle x} est évaluée en ajoutant à la population au 1er janvier de l’année {\displaystyle x-1} les soldes naturel (naissances {\displaystyle -} décès) et migratoire (arrivées {\displaystyle -} départs) de l'année. La même méthode est appliquée pour la répartition par âge au 1er janvier et les effectifs totaux par nationalité. Depuis le 1er septembre 2023, le Luxembourg dénombre 100 communes.
Au 1er janvier 2024, la commune comptait 20 903 habitants.
| 1821 | 1851  | 1871  | 1880  | 1890  | 1900  | 1910  | 1922  | 1930   |
| ---- | ----- | ----- | ----- | ----- | ----- | ----- | ----- | ------ |
| 777  | 1 071 | 1 290 | 2 619 | 3 099 | 4 406 | 5 964 | 7 016 | 11 008 |

| 1935   | 1947   | 1960   | 1970   | 1978   | 1979   | 1981   | 1983   | 1984   |
| ------ | ------ | ------ | ------ | ------ | ------ | ------ | ------ | ------ |
| 10 525 | 10 456 | 11 623 | 11 844 | 12 268 | 12 167 | 12 127 | 11 900 | 11 810 |

| 1985   | 1986   | 1987   | 1988   | 1989   | 1990   | 1991   | 1992   | 1993   |
| ------ | ------ | ------ | ------ | ------ | ------ | ------ | ------ | ------ |
| 11 660 | 11 590 | 11 590 | 11 679 | 11 814 | 11 909 | 12 352 | 12 457 | 12 586 |

| 1994   | 1995   | 1996   | 1997   | 1998   | 1999   | 2000   | 2001   | 2002   |
| ------ | ------ | ------ | ------ | ------ | ------ | ------ | ------ | ------ |
| 12 893 | 13 066 | 13 180 | 13 248 | 13 339 | 13 479 | 13 654 | 13 749 | 13 986 |

| 2003   | 2004   | 2005   | 2006   | 2007   | 2008   | 2009   | 2010   | 2011   |
| ------ | ------ | ------ | ------ | ------ | ------ | ------ | ------ | ------ |
| 14 103 | 14 387 | 14 669 | 14 800 | 14 952 | 15 151 | 15 398 | 15 582 | 16 085 |

| 2012   | 2013   | 2014   | 2015   | 2016   | 2017   | 2018   | 2019   | 2020   |
| ------ | ------ | ------ | ------ | ------ | ------ | ------ | ------ | ------ |
| 16 438 | 16 762 | 17 265 | 17 582 | 17 973 | 18 238 | 18 688 | 19 154 | 19 574 |

| 2021   | 2022   | 2023   | 2024   | - | - | - | - | - |
| ------ | ------ | ------ | ------ | - | - | - | - | - |
| 20 084 | 20 408 | 20 563 | 20 903 | - | - | - | - | - |

Pour des raisons techniques, il est temporairement impossible d'afficher le graphique qui aurait dû être présenté ici.

## Économie

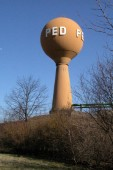
Pétange fait partie du Pôle Européen de Développement (PED).

La commune tire principalement sa richesse de l'industrie sidérurgique, notamment de la grosse usine Arcelor Mittal de Rodange.
Pétange est également l'une des communes du Pôle Européen de Développement: un espace industriel transfrontalier créé pour parer à la crise de la sidérurgie dans le Bassin lorrain.
La tradition de la compagnie aérienne luxembourgeoise Cargolux, veut que chacun de leurs appareils portent le nom d'une ville du pays. Pétange donna le sien au 15e Boeing 747-400F de la flotte. L'appareil fut reçu en août 2007 et fut immatriculé « LX-WCV », avec le nom de « City of Pétange ».

## Culture locale et patrimoine

### Lieux et monuments

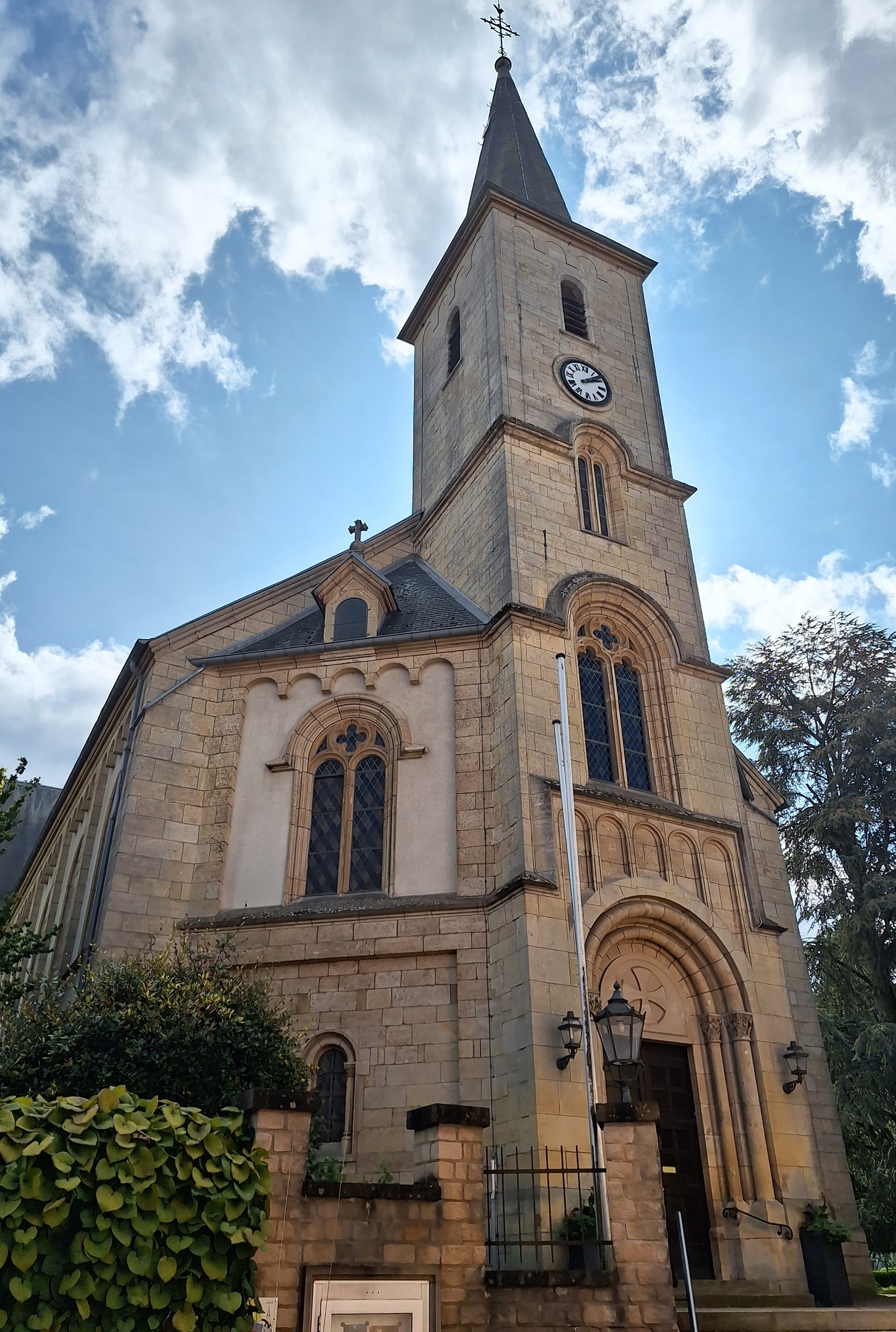
L'église Saint-Hubert
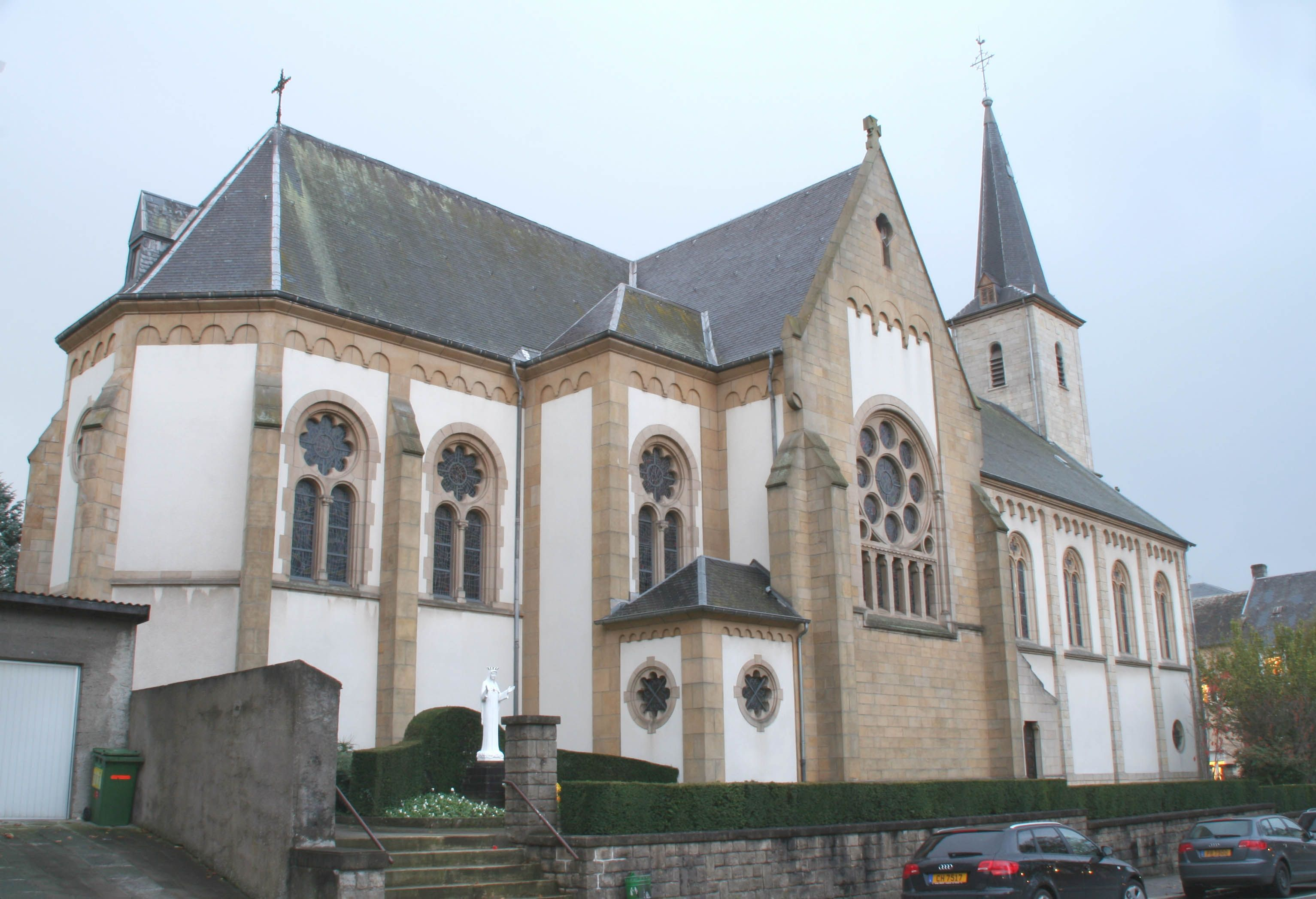
L'église Saint-Hubert vue de l'abside.
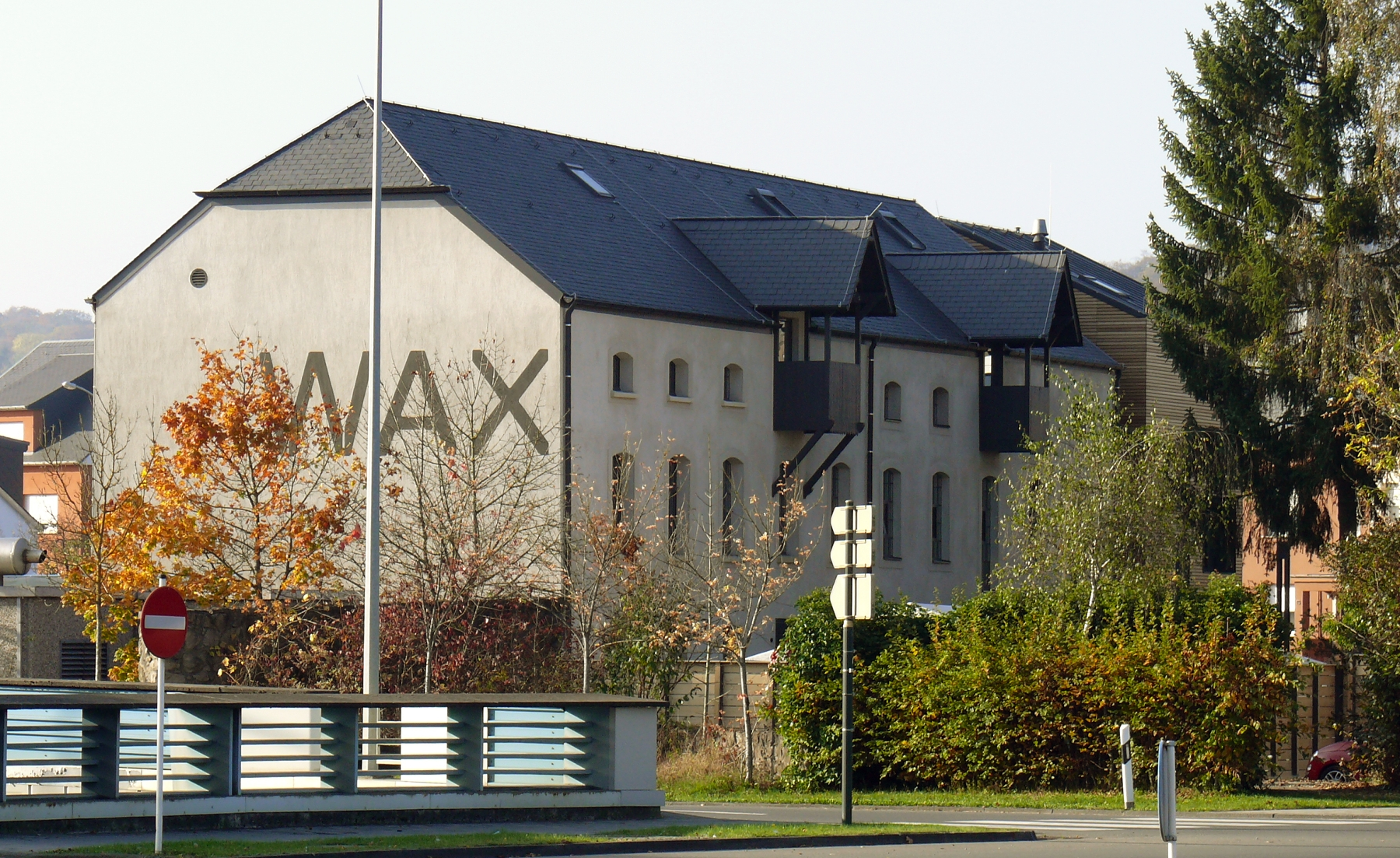
Le centre culturel.
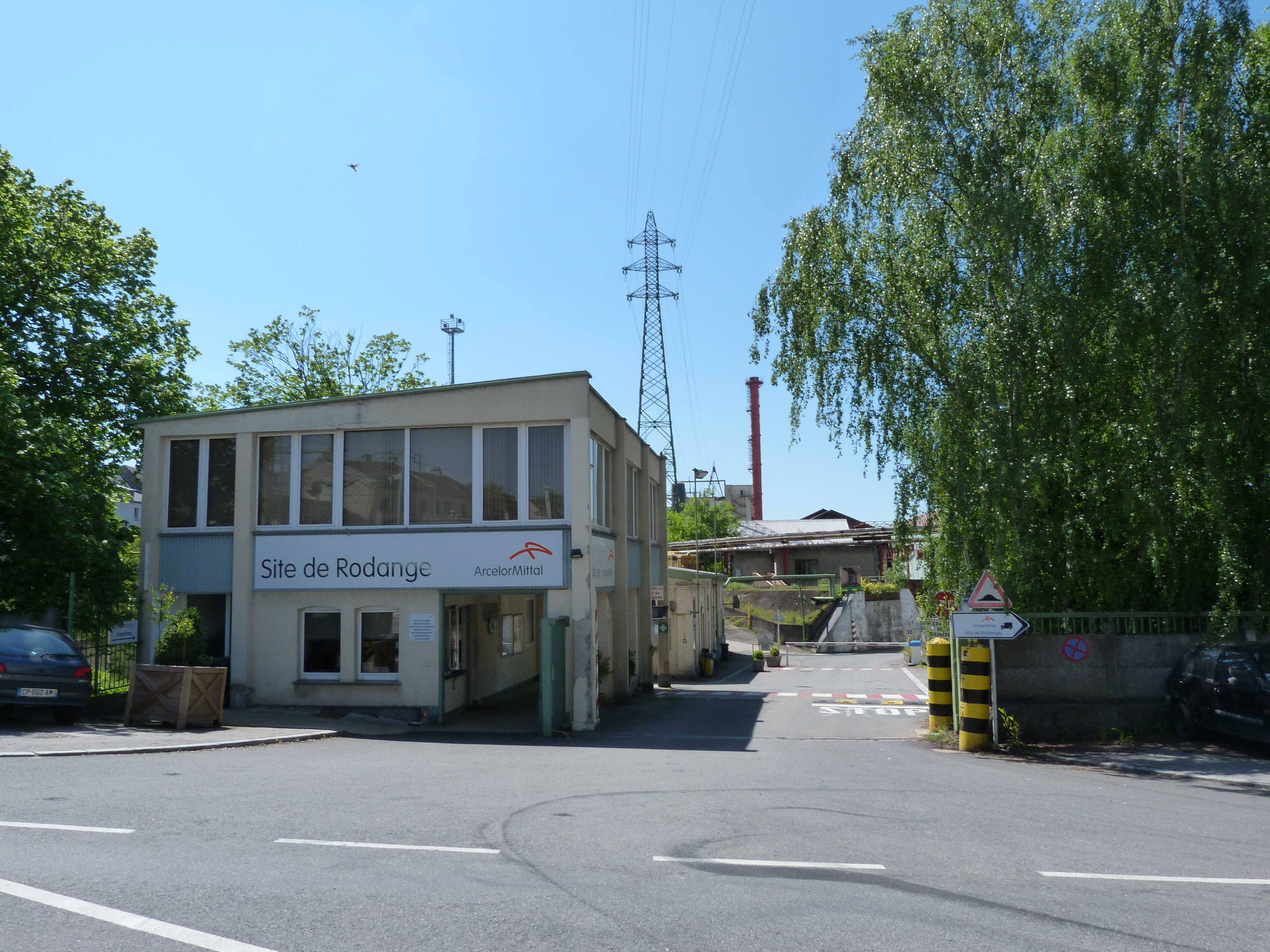
Entrée de l'usine Arcelor Mittal de Rodange.
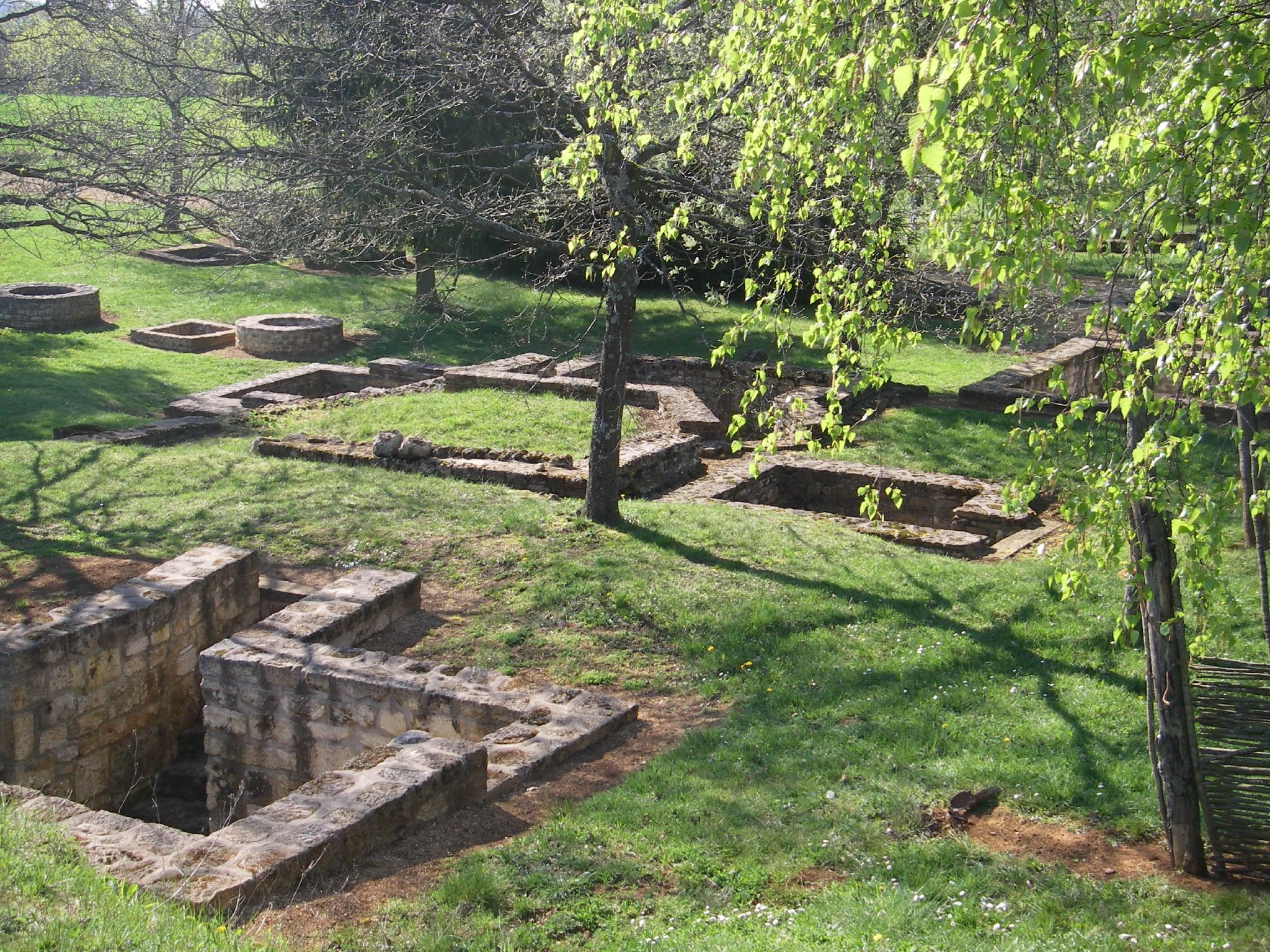
Le site du Titelberg, dans le Fond-de-Gras, date de l'époque romaine.
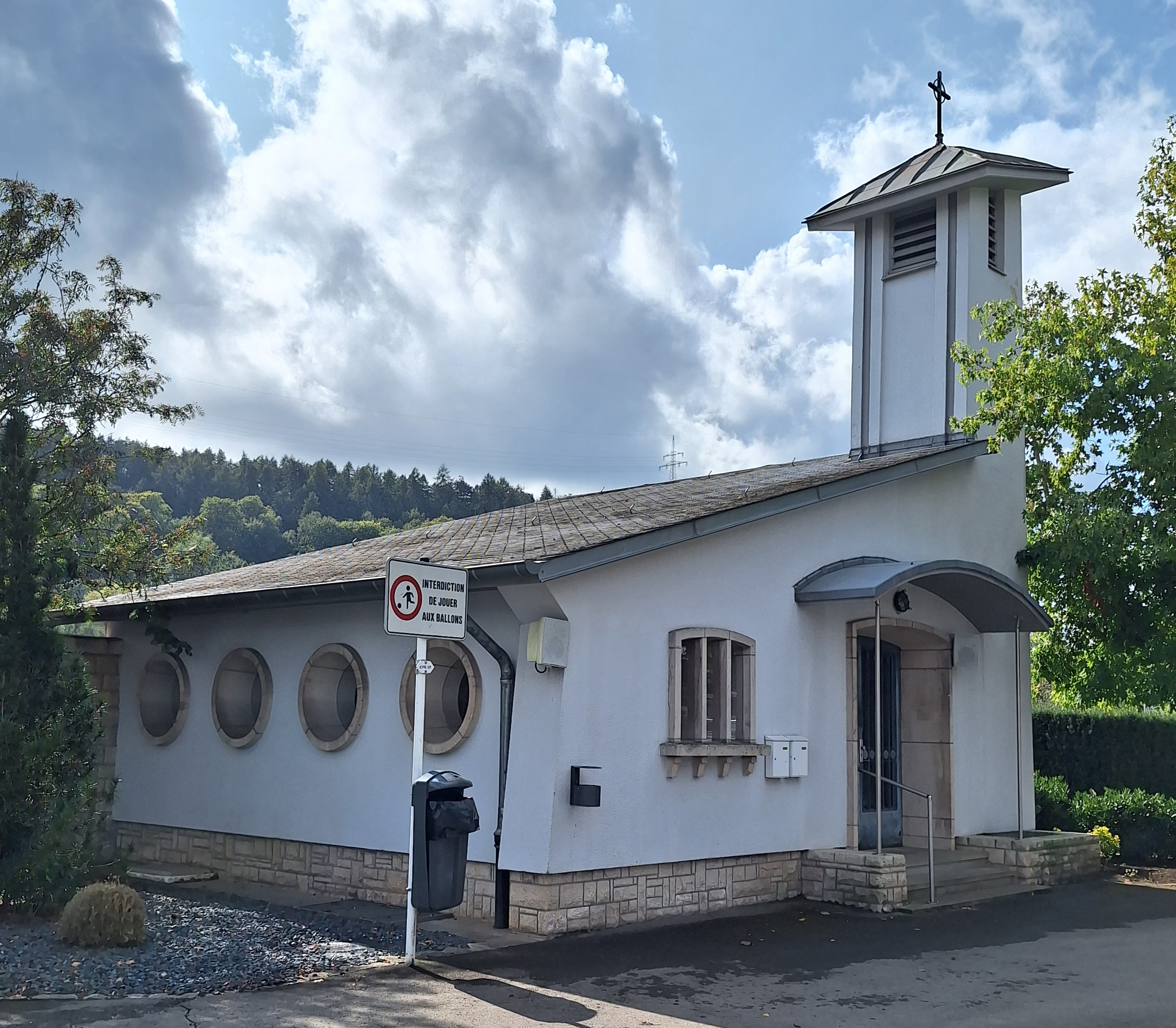
Chapelle du cimetière
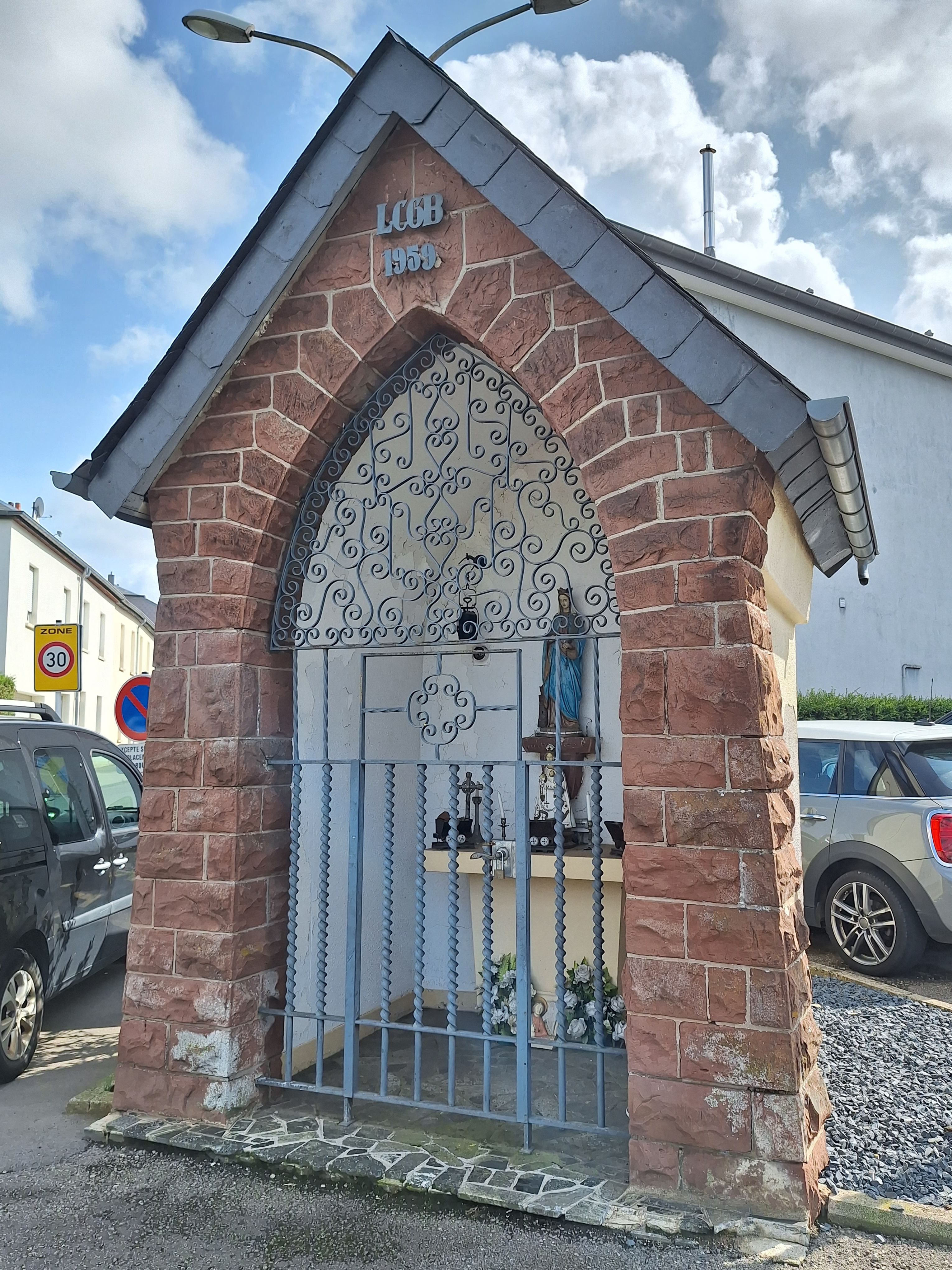
Oratoire devant le cimetière.

- Gare de départ de la ligne Pétange - Fond-de-Gras - Doihl (Train 1900)
- Le train des mines reliant Rodange à Lasauvage (Minièresbunn).
- Site archéologique du Titelberg.
- Le Fond-de-Gras.
- L'église Saint-Hubert.
- La chapelle du cimetière.
- L'oratoire devant le cimetière.

### Personnalités liées à la commune
- Paul Mathieu, écrivain y est né.

### Héraldique, logotype et devise
| Blason de Pétange | Blason  | Coupé, en chef d’azur à deux bars adossés d’or, cantonnés de quatre croisettes recroisettées au pied fiché du même ; en pointe de gueules au lion d’or ; à la fasce bretessée d’argent brochant sur la partition. |
| Blason de Pétange | Détails | Armoiries de la commune luxembourgeoise de Pétange (depuis le 15 novembre 1976) La partie supérieure du blason provient des armoiries de Longwy, Pétange ayant été jusqu’en 1793 sous la souveraineté des seigneurs de Longwy. La partie moyenne représente les rails de chemin de fer qui a donné son essor à Pétange. La partie basse représente une partie des armoiries (le lion) de la famille de Nassau en l’honneur du prince Henri qui favorisa le développement du chemin de fer au Luxembourg. |